# Powierzchniowy rezonans plazmonowy
Powierzchniowy rezonans plazmonowy – wzbudzenie plazmonów przez światło oznacza powierzchniowy rezonans plazmonowy (SPR) dla płaskich powierzchni lub zlokalizowany powierzchniowy rezonans plazmonowy (LSPR) dla nanometrowych struktur metalicznych.
Zjawisko to jest podstawą dla wielu typowych narzędzi mierzących adsorpcję materiałów na powierzchni metali płaskich (zazwyczaj złota lub srebra) lub na powierzchniowych nanocząstkach metali.

## Wyjaśnienie
Powierzchniowe plazmony, znane również jako polarytony powierzchniowych plazmonów, są powierzchniowymi falami elektromagnetycznymi, które rozchodzą się równolegle do obszaru wzajemnych oddziaływań metal-dielektryk (metal-próżnia). Ponieważ fale są na granicy metalu i ośrodka (np. powietrza lub wody), oscylacje są bardzo czułe na jakiekolwiek zmiany tej granicy, jak adsorpcja molekuł przez powierzchnię metalu.